# 코리아 인터내셔널 서킷
코리아 인터내셔널 서킷(영어: Korean International Circuit)은 대한민국의 모터 스포츠 경기장이다. 전라남도 영암군 삼호읍 삼포리에 있으며 2010년 10월 22일 개장하였다. 수용 인원은 12만 4천명이고, 설계자는 헤르만 틸케이다.
F1 경기를 몇 차례 치렀으나 결국 여러 문제로 현재는 경기가 열리지 않고 있다.
한국의 미를 살리고자 한식건물(육교)을 지은 것이 특징이다. 서킷은 F1코스와 상설코스 두 가지 형태로 운영된다.
경기가 열리지 않는 날은 일반인들도 스포츠 주행을 할 수 있으며 스포츠 주행을 하기 위하여서는 다음의 준비가 필요하다.
1. 라이선스 취득 (10만원)
2. 헬멧 (현장 대여 가능하나 소진될 수 있으므로 주의)
3. 긴팔옷 긴바지 (면소재가 가장 좋다. 만의 하나 화재발생 시 합성섬유는 위험)

스포츠주행을 할 수 있는 날짜는 홈페이지의 연간일정 페이지를 참조하거나 전화 문의 후 방문하는 것이 좋다.

## 주요 행사
- 10월 코리아 그랑프리

## 같이 보기
- 코리아 그랑프리